# Liste der Einträge im National Register of Historic Places im Marshall County (Kentucky)

Lage des Marshall County in Kentucky

Die Liste der Einträge im National Register of Historic Places im Marshall County in Kentucky führt die Bauwerke und historischen Stätten im Marshall County auf, die in das National Register of Historic Places aufgenommen wurden.
| [ 2 ] | Name                             | Bild                             | Eintragsdatum        | Lage                                           | Ort          | Beschreibung |
| ----- | -------------------------------- | -------------------------------- | -------------------- | ---------------------------------------------- | ------------ | ------------ |
| 1     | Archeological Site No. 15 Ml 109 | Archeological Site No. 15 Ml 109 | 1983 ID-Nr. 83002813 | Adresse nicht veröffentlicht                   | Benton       |              |
| 2     | Cherokee State Park              | Cherokee State Park              | 2009 ID-Nr. 08001120 | 542 Kenlake Road 36° 45′ 40″ N, 88° 8′ 33,4″ W | Hardin       |              |
| 3     | James R. Lemon House             | James R. Lemon House             | 1975 ID-Nr. 75000802 | 1309 Main Street 36° 51′ 19″ N, 88° 21′ 2″ W   | Benton       |              |
| 4     | Oak Hill                         | Oak Hill                         | 1974 ID-Nr. 74000894 | 26 Aspen Street 37° 1′ 50″ N, 88° 20′ 52″ W    | Calvert City |              |
| 5     | Stilley House                    | Stilley House                    | 1986 ID-Nr. 86002195 | 925 Birch Street 36° 51′ 33″ N, 88° 20′ 48″ W  | Benton       |              |